# Tiếng Akha
Tiếng Akha là ngôn ngữ được nói bởi người Akha ở miền nam Trung Quốc (tỉnh Vân Nam), miền đông Miến Điện (bang Shan), miền bắc Lào và miền bắc Thái Lan.
Các học giả phương Tây nhóm tiếng Akha, tiếng Hà Nhì và tiếng Hào Nhì (Honi) vào nhóm ngôn ngữ Hà Nhì, coi cả ba là các ngôn ngữ riêng biệt không thể hiểu được lẫn nhau, nhưng có liên quan chặt chẽ với nhau. Nhóm ngôn ngữ Hà Nhì thuộc nhóm ngôn ngữ Lô Lô. Theo phân loại chính thức các nhóm dân tộc của Trung Quốc, tất cả những người nói các ngôn ngữ Hà Nhì bị nhóm thành một dân tộc, các nhà ngôn ngữ học Trung Quốc coi tất cả các ngôn ngữ Hà Nhì, bao gồm cả tiếng Akha, là phương ngữ của một ngôn ngữ duy nhất.
Những người nói tiếng Akha sống ở những vùng núi xa xôi, nơi nó đã phát triển thành một cụm phương ngữ trong một phạm vi rộng. Các phương ngữ từ các làng cách nhau ít nhất mười km có thể có sự khác biệt rõ rệt. Bản chất cô lập của các cộng đồng Akha cũng đã dẫn đến một số ngôi làng có phương ngữ khác nhau. Các phương ngữ nằm ngoài cùng và các phương ngữ cách xa nhau thì không thể hiểu lẫn nhau.